# Novomijáilovskoye (Gulkévichi, Krasnodar)
Novomijáilovskoye (del ruso: Новомихайловское) es un selo del raión de Gulkévichi del krai de Krasnodar, en el sur de Rusia. Está situado en la orilla izquierda del río Kubán, frente a Grigorpoliskaya, 25 km al sudeste de Gulkévichi y 158 km al este de Krasnodar, la capital del krai. Tenía 1 578 habitantes en 2010.
Pertenece al municipio Otrado-Olginskoye.